# Wojciechów (gromada w powiecie bełżyckim)
Wojciechów – dawna gromada, czyli najmniejsza jednostka podziału terytorialnego Polskiej Rzeczypospolitej Ludowej w latach 1954–1972.
Gromady, z gromadzkimi radami narodowymi (GRN) jako organami władzy najniższego stopnia na wsi, funkcjonowały od reformy reorganizującej administrację wiejską przeprowadzonej jesienią 1954 do momentu ich zniesienia z dniem 1 stycznia 1973, tym samym wypierając organizację gminną w latach 1954–1972.
Gromadę Wojciechów z siedzibą GRN w Wojciechowie utworzono – jako jedną z 8759 gromad na obszarze Polski – w powiecie lubelskim w woj. lubelskim na mocy uchwały nr 12 WRN w Lublinie z dnia 5 października 1954. W skład jednostki weszły obszary dotychczasowych gromad Wojciechów, Wojciechów kol. Nr 1, Wojciechów kol. Nr 5, Gaj Stary, Gaj Nowy i Ignaców oraz południowa część obszaru dotychczasowej gromady Maszki (granica podziału przebiegała drogą pierwszą od północy i równoległą do rzeczki przecinającej wieś Maszki) ze zniesionej gminy Wojciechów w tymże powiecie. Dla gromady ustalono 27 członków gromadzkiej rady narodowej.
1 stycznia 1956 gromada weszła w skład nowo utworzonego powiatu bełżyckiego w tymże województwie.
Gromada przetrwała do końca 1972 roku, czyli do kolejnej reformy gminnej. 1 stycznia 1973 – tym razem w powiecie bełżyckim – reaktywowano gminę Wojciechów (od 1999 gmina Wojciechów znajduje się ponownie w powiecie lubelskim w woj. lubelskim).